# ベイラ (ギニア)
ベイラ (Beyla) はギニア共和国南東部のンゼレコレ州のベイラ県の県都。
2008年の人口は約1.3万人。